# Tournoi de clôture du championnat du Guatemala de football 2003
Navigation
Saison précédente Saison suivante
Le Tournoi Clausura 2003 est le huitième tournoi saisonnier disputé au Guatemala.
C'est cependant la 55e fois que le titre de champion du Guatemala est remis en jeu.
Lors de ce tournoi, le CSD Comunicaciones a conservé son titre de champion du Guatemala face aux neuf meilleurs clubs guatémaltèques.
Chacun des dix clubs participant était confronté deux fois aux neuf autres équipes. Puis les six meilleurs se sont affrontés lors d'une phase finale à la fin du tournoi.
Seulement une place était qualificative pour la Copa Interclubes UNCAF.

## Les 10 clubs participants
| \| Guatemala: Aurora FC CSD Comunicaciones CSD Municipal Antigua GFC Guatemala Cobán Imperial Guatemala Deportivo Marquense Guatemala Juventud Retalteca Deportivo Teculután Xelaju MC Deportivo Zacapa \| Localisation des clubs. |
| Guatemala: Aurora FC CSD Comunicaciones CSD Municipal Antigua GFC Guatemala Cobán Imperial Guatemala Deportivo Marquense Guatemala Juventud Retalteca Deportivo Teculután Xelaju MC Deportivo Zacapa                               |

Ce tableau présente les dix équipes qualifiées pour disputer le championnat 2002-2003. On y trouve le nom des clubs, le nom des stades dans lesquels ils évoluent ainsi que la capacité et la localisation de ces derniers.
| Club                     | Stade                            | Capacité | Ville             |
| Antigua GFC              | Stade Pensativo                  | 10 000   | Antigua Guatemala |
| Aurora FC                | Stade de l'Ejército              | 13 300   | Guatemala City    |
| Cobán Imperial           | Stade Verapaz                    | 15 000   | Cobán             |
| CSD Comunicaciones       | Stade Mateo Flores               | 30 000   | Guatemala City    |
| Deportivo Marquense      | Stade Marquesa de la Ensenada    | 10 000   | San Marcos        |
| CSD Municipal            | Stade Mateo Flores               | 30 000   | Guatemala City    |
| Juventud Retalteca       | Stade Óscar Monterroso Izaguirre | 8 000    | Retalhuleu        |
| Deportivo Teculután (en) | Stade Julio Héctor Paz Castilla  | 4 000    | Teculután         |
| Xelaju MC                | Stade Mario Camposeco            | 11 000   | Quetzaltenango    |
| Deportivo Zacapa         | Stade David Ordoñez Bardales     | 10 000   | Zacapa            |

## Compétition
Le tournoi Clausura se déroule de la même façon que les tournois saisonniers précédents, en deux phases :
- La phase de qualification : les dix-huit journées de championnat.
- La phase finale : les matchs aller-retour allant des quarts de finale à la finale.

### Phase de qualification
Lors de la phase de qualification les dix équipes affrontent à deux reprises les neuf autres équipes selon un calendrier tiré aléatoirement.
Les deux meilleures équipes sont qualifiées directement pour les demi-finales et les quatre suivantes pour les quarts de finale.
Le classement est établi sur le barème de points classique (victoire à 3 points, match nul à 1, défaite à 0).
Le départage final se fait selon les critères suivants :
- Le nombre de points.
- La différence de buts générale.
- Le nombre de buts marqué.

#### Classement
| Rang | Équipe                   | Pts | J  | G  | N | P  | Bp | Bc | Diff |
| ---- | ------------------------ | --- | -- | -- | - | -- | -- | -- | ---- |
| 1    | CSD Comunicaciones T     | 41  | 18 | 13 | 2 | 3  | 37 | 14 | +23  |
| 2    | Cobán Imperial           | 30  | 18 | 8  | 6 | 4  | 26 | 18 | +8   |
| 3    | CSD Municipal            | 27  | 18 | 7  | 6 | 5  | 37 | 28 | +9   |
| 4    | Antigua GFC              | 26  | 18 | 8  | 2 | 8  | 23 | 20 | +3   |
| 5    | Aurora FC                | 26  | 18 | 6  | 8 | 4  | 24 | 24 | 0    |
| 6    | Deportivo Marquense      | 23  | 18 | 7  | 2 | 9  | 27 | 33 | -6   |
| 7    | Deportivo Zacapa         | 23  | 18 | 7  | 2 | 9  | 22 | 38 | -16  |
| 8    | Deportivo Teculután (en) | 21  | 18 | 5  | 6 | 7  | 20 | 25 | -5   |
| 9    | Xelaju MC                | 19  | 18 | 5  | 4 | 9  | 21 | 20 | +1   |
| 10   | Juventud Retalteca P     | 12  | 18 | 2  | 6 | 10 | 11 | 28 | -17  |

| Légende : Qualifications et relégations | Légende : Qualifications et relégations          |
| --------------------------------------- | ------------------------------------------------ |
|                                         | Qualifié pour les demi-finales                   |
|                                         | Qualifié pour les quarts de finale               |
|                                         | T Tenant du titre P Promu de la saison 2001-2002 |

#### Matchs
| Résultats (▼dom., ►ext.)                                   | Ant | Aur | Cob | Com | Ret | Mar | Mun | Tec | Xel | Zac |
| Antigua GFC                                                |     | 0-2 | 1-1 | 0-2 | 4-1 | 2-1 | 1-2 | 2-0 | 2-1 | 2-0 |
| Aurora FC                                                  | 1-0 |     | 1-1 | 1-0 | 1-1 | 1-2 | 5-5 | 1-0 | 1-0 | 2-2 |
| Cobán Imperial                                             | 1-0 | 1-1 |     | 1-1 | 1-0 | 3-1 | 2-1 | 3-0 | 2-1 | 4-0 |
| CSD Comunicaciones                                         | 4-2 | 0-0 | 3-0 |     | 3-1 | 3-1 | 3-0 | 5-0 | 1-0 | 4-2 |
| Juventud Retalteca                                         | 0-1 | 0-0 | 1-0 | 0-1 |     | 0-0 | 0-0 | 0-3 | 1-1 | 1-2 |
| Deportivo Marquense                                        | 2-1 | 2-0 | 1-2 | 1-2 | 3-1 |     | 2-2 | 1-0 | 3-1 | 2-1 |
| CSD Municipal                                              | 0-3 | 4-2 | 2-2 | 1-2 | 4-1 | 2-0 |     | 2-2 | 3-0 | 6-0 |
| Deportivo Teculután (en)                                   | 1-1 | 1-1 | 3-2 | 1-2 | 3-0 | 2-1 | 0-0 |     | 0-0 | 2-1 |
| Xelaju MC                                                  | 0-1 | 5-1 | 0-0 | 2-1 | 0-0 | 5-1 | 1-2 | 1-0 |     | 3-0 |
| Deportivo Zacapa                                           | 1-0 | 0-3 | 1-0 | 1-0 | 1-3 | 5-3 | 2-1 | 2-2 | 1-0 |     |
| - Victoire à domicile - Match nul - Victoire à l'extérieur |     |     |     |     |     |     |     |     |     |     |

### Classement cumulatif
| Rang | Équipe                   | Pts | J  | G  | N  | P  | Bp | Bc | Diff |
| ---- | ------------------------ | --- | -- | -- | -- | -- | -- | -- | ---- |
| 1    | CSD Comunicaciones C     | 80  | 36 | 25 | 5  | 6  | 80 | 30 | +50  |
| 2    | CSD Municipal            | 70  | 36 | 20 | 10 | 6  | 69 | 42 | +27  |
| 3    | Cobán Imperial           | 53  | 36 | 15 | 8  | 13 | 54 | 39 | +15  |
| 4    | Aurora FC                | 48  | 36 | 11 | 15 | 10 | 46 | 45 | +1   |
| 5    | Deportivo Marquense      | 46  | 36 | 13 | 7  | 16 | 48 | 61 | -13  |
| 6    | Deportivo Zacapa         | 45  | 36 | 13 | 6  | 17 | 44 | 69 | -25  |
| 7    | Antigua GFC              | 43  | 36 | 12 | 7  | 17 | 43 | 54 | -11  |
| 8    | Xelaju MC                | 42  | 36 | 10 | 12 | 14 | 39 | 41 | -2   |
| 9    | Deportivo Teculután (en) | 40  | 36 | 10 | 10 | 16 | 41 | 52 | -11  |
| 10   | Juventud Retalteca P     | 28  | 36 | 6  | 10 | 20 | 30 | 61 | -31  |

| Légende : Qualifications et relégations | Légende : Qualifications et relégations                                   |
| --------------------------------------- | ------------------------------------------------------------------------- |
|                                         | Copa Interclubes UNCAF 2003 (en) (Phase de groupes)                       |
|                                         | Qualifié pour les barrages de promotion/relégation                        |
|                                         | Relégué en Primera División de Guatemala                                  |
|                                         | C Vainqueur des deux tournois de la saison P Promu de la saison 2001-2002 |

### Barrages de promotion/relégation
Les huitième et neuvième du championnat affrontent respectivement les troisième et deuxième de la Primera División de Guatemala. En cas d'égalité sur la somme des deux matchs, une prolongation et une séance de tirs au but ont éventuellement lieu.
| Club                     | Aller | Retour | Club             | Commentaire |
| Xelaju MC                | 3-0   | 3-1    | CD Chimaltenango |             |
| Deportivo Teculután (en) | 1-2   | 3-1    | Universidad SC   |             |

### La phase finale
Les six équipes qualifiées sont réparties dans le tableau final d'après leur classement général, le premier affrontant lors des demi-finales le vainqueur du quart opposant le quatrième au cinquième et le deuxième affrontant le vainqueur du quart opposant le troisième au sixième.
En cas d'égalité sur la somme des deux matchs, c'est l'équipe étant la mieux classé lors de la compétition régulière qui l'emporte à l'exception de la finale où une prolongation puis une séance de tirs au but ont éventuellement lieu.

#### Tableau
|  |                     |                |                |               |               |     |   |            |            |                    |            |            |   |  |        |        |        |        |        |  |  |
|  | 1/4 de finale       | 1/4 de finale  | 1/4 de finale  | 1/4 de finale | 1/4 de finale |     |   | 1/2 finale | 1/2 finale | 1/2 finale         | 1/2 finale | 1/2 finale |   |  | Finale | Finale | Finale | Finale | Finale |  |  |
|  |                     |                |                |               |               |     |   |            |            |                    |            |            |   |  |        |        |        |        |        |  |  |
|  |                     |                |                |               |               |     |   |            |            |                    |            |            |   |  |        |        |        |        |        |  |  |
|  |                     |                |                |               |               |     |   |            |            |                    |            |            |   |  |        |        |        |        |        |  |  |
|  |                     |                |                |               |               |     |   |            |            |                    |            |            |   |  |        |        |        |        |        |  |  |
|  |                     |                |                |               |               |     |   |            |            |                    |            |            |   |  |        |        |        |        |        |  |  |
|  | CSD Comunicaciones  | (1)            |                |               |               |     |   |            |            |                    |            |            |   |  |        |        |        |        |        |  |  |
|  | CSD Comunicaciones  | (1)            |                |               |               |     |   |            |            |                    |            |            |   |  |        |        |        |        |        |  |  |
|  |                     |                | Antigua GFC    | (4)           |               |     |   |            |            |                    |            |            |   |  |        |        |        |        |        |  |  |
|  | Antigua GFC         | (4)            | Antigua GFC    | (4)           |               |     |   |            |            |                    |            |            |   |  |        |        |        |        |        |  |  |
|  | Antigua GFC         | (4)            |                |               |               |     |   |            |            |                    |            |            |   |  |        |        |        |        |        |  |  |
|  | Aurora FC           | (5)            |                |               |               |     |   |            |            |                    |            |            |   |  |        |        |        |        |        |  |  |
|  | Aurora FC           | (5)            |                |               |               |     |   |            |            | CSD Comunicaciones | (1)        | 0          | 3 |  |        |        |        |        |        |  |  |
|  |                     |                |                |               |               |     |   |            |            | CSD Comunicaciones | (1)        | 0          | 3 |  |        |        |        |        |        |  |  |
|  |                     | Cobán Imperial | (2)            | 0             | 2             |     |   |            |            |                    |            |            |   |  |        |        |        |        |        |  |  |
|  | CSD Municipal       | Cobán Imperial | (2)            | 0             | 2             | (3) | 0 | 2          |            |                    |            |            |   |  |        |        |        |        |        |  |  |
|  | CSD Municipal       |                |                |               |               |     | 0 | 2          |            |                    |            |            |   |  |        |        |        |        |        |  |  |
|  | Deportivo Marquense | (6)            | 1              | 0             |               |     |   |            |            |                    |            |            |   |  |        |        |        |        |        |  |  |
|  | Deportivo Marquense | (6)            | 1              | 0             | CSD Municipal | (3) | 0 | 2          |            |                    |            |            |   |  |        |        |        |        |        |  |  |
|  |                     |                |                |               |               | (3) | 0 | 2          |            |                    |            |            |   |  |        |        |        |        |        |  |  |
|  |                     |                | Cobán Imperial | (2)           | 0             | 3   |   |            |            |                    |            |            |   |  |        |        |        |        |        |  |  |
|  |                     |                |                |               |               | 3   |   |            |            |                    |            |            |   |  |        |        |        |        |        |  |  |
|  |                     |                |                |               |               |     |   |            |            |                    |            |            |   |  |        |        |        |        |        |  |  |
|  |                     |                |                |               |               |     |   |            |            |                    |            |            |   |  |        |        |        |        |        |  |  |
|  |                     |                |                |               |               |     |   |            |            |                    |            |            |   |  |        |        |        |        |        |  |  |

#### Quarts de finale
| Club          | Aller | Retour | Club                | Commentaire |
| Antigua GFC   | 2-2   | 1-1    | Aurora FC           |             |
| CSD Municipal | 0-1   | 2-0    | Deportivo Marquense |             |

#### Demi-finales
| Club               | Aller | Retour | Club          | Commentaire |
| CSD Comunicaciones | 0-0   | 1-1    | Antigua GFC   |             |
| Cobán Imperial     | 0-0   | 3-2    | CSD Municipal |             |

#### Finale
| Match aller  | Cobán Imperial | 0:0   | CSD Comunicaciones | Stade Verapaz |  |
| 11 juin 2003 |                | (0:0) |                    |               |  |

| Match retour | CSD Comunicaciones                                       | 3:2 (a.p.) | Cobán Imperial                            | Stade Mateo Flores |  |
| 15 juin 2003 | 56e Ariel Macia · 90e Johnny Cubero · 103e Diego Latorre | (0:1)      | 44e Sergio Morales · 55e Jorge Dos Santos |                    |  |

## Bilan du tournoi
| Tournoi de clôture du championnat de football du Guatemala 2003 |                    |
| Champion                                                        | CSD Comunicaciones |
| Dauphin                                                         | Cobán Imperial     |
| Coupes et trophées                                              |                    |
| Vainqueur Copa Centenario                                       | CSD Municipal      |
| Qualifications continentales                                    |                    |
| Copa Interclubes UNCAF 2003 (en) (Phase de groupes)             | CSD Municipal      |
| Promotions et relégations                                       |                    |
| Promus en Liga Nacional de Guatemala                            | CD Jalapa          |
| Relégués en Primera División de Guatemala                       | Juventud Retalteca |